# Chwinamul
El chwinamul (también chuinamul o chinamul) es un verdura de hoja coreana. Consiste en las hojas de varias especies de plantas florales silvestres, incluyendo el Aster scaber.
Las hojas tienen un aroma distintivo y su consumo se cree que es saludable. A menudo se saltean hasta que quedan mustios y se sirven como banchan (acompañamiento) o se incluyen en recetas tales como el bibimbap.